# 新索勒姆鎮區 (明尼蘇達州馬歇爾縣)
新索勒姆鎮區（英語：New Solum Township）是位於美國明尼蘇達州馬歇爾縣的一個行政鎮區。

## 地方資料
新索勒姆鎮區的面積為119.77平方千米，皆為陸地。根據2020年美國人口普查的數據，當地共有人口315人，而人口密度為每平方千米2.63人。